# Netelia rukmaniae
Netelia rukmaniae är en stekelart som beskrevs av Kaur och Jonathan 1979. Netelia rukmaniae ingår i släktet Netelia och familjen brokparasitsteklar. Inga underarter finns listade i Catalogue of Life.